# Noshiro (kryssare)
Noshiro (能代) var en lätt kryssare av Agano-klass som byggdes för den kejserliga japanska flottan under andra världskriget.

## Bakgrund
Noshiro var det andra av de fyra fartyg som färdigställdes i Agano-klassen. Klassen var avsedd att ersätta de alltmer föråldrade lätta kryssarna i den kejserliga japanska flottan. Finansieringen godkändes i det fjärde tilläggsprogrammet för flottans krigsmateriel från 1939, även om byggandet försenades på grund av kapacitetsbrist på de japanska varven. I likhet med andra fartyg i sin klass var Noshiro avsedd att användas som flaggskepp för en jagarflottilj.

## Design
Designen av Agano-klassen baserades på teknik som använts på den experimentella kryssaren Yūbari, vilket resulterade i en graciös och renodlad däckslinje och en enda skorsten.
Noshiro var bestyckad med sex 15,2 cm Typ 41-kanoner i tre dubbeltorn. Den sekundära beväpningen bestod av fyra Typ 98 7,6 cm allmålskanoner som utformats specifikt för klassen, i två tvillingtorn mittskepps. Luftvärnet inkluderade två trippelmonterade 25 mm luftvärnskanoner framför bryggan, och två dubbla 13 mm kulsprutor nära masten. Noshiro hade också två fyrdubbla torpedtuber för Typ 93 (Long Lance) torpeder placerade under flygdäcket. Torpedtuberna var monterade på mittlinjen, vilket var vanligare hos jagare, och hade ett system för snabb omladdning med åtta reservtorpeder. Genom att vara monterade på mittlinjen kunde de dubbla torpedtuberna avfyra antingen babord eller styrbord, vilket innebar att en hel bredsida med åtta torpeder kunde avfyras, medan ett fartyg med separata avfyrare till babord och styrbord bara kan avfyra hälften av sina torpeder åt gången. Två sjunkbombsrälsar och 18 sjunkbomber installerades också i aktern. Noshiro var också utrustad med två Aichi E13A-flygplan och hade ett flygdäck med en katapult.

## Tjänstgöring

### Första tiden
Noshiro sjösattes den 19 juli 1942 och färdigställdes mindre än ett år senare, den 30 juni 1943. Efter färdigställandet tilldelades hon till en början 1:a flottan för utbildning utanför Hashirajima. Den 15 augusti 1943 omplacerades hon till viceamiral Takeo Kuritas 2:a flotta som flaggskepp för 2:a jagarskvadronen och ersatte kryssaren Jintsū, som hade sänkts en månad tidigare i slaget vid Kolombangara.

### Gilbert- och Solomonöarna
Den 18 september 1943, som en reaktion på luftangrepp mot Tarawa som inleddes av hangarfartygen USS Lexington, Princeton och Belleau Wood från den amerikanska flottan, seglade den kombinerade flottan till Enewetak med en massiv styrka, men misslyckades med att få stridskontakt och återvände till Truk i Karolinerna. Från den 17 oktober 1943 till den 26 oktober 1943 misslyckades Kombinerade flottan med att hitta US Task Force 15 efter deras bombning av Wake Island.
Den 1 november 1943 inledde USA Bougainvillekampanjen för att återta Bougainville på Salomonöarna. Dagen efter slaget vid Empress Augusta Bay (2 november) lämnade Noshiro Truk tillsammans med kryssarna Atago, Takao, Maya, Suzuya, Mogami, Chikuma och fyra jagare och anlände till Rabaul den 5 november 1943. När kryssarna tankade i Simpson Harbor från tankfartyget Kokuyo Maru attackerades de under hangfartygsräden mot Rabaul av 97 flygplan från Task Force 38:s hangarfartyg USS Saratoga och Princeton. Noshiro träffades av en Mark 13 torped.
Den 12 november 1943 assisterade Noshiro sitt systerfartyg Agano efter att det senare hade torpederats av ubåten USS Scamp och försökte bogsera det tillbaka till Truk.
Den 20 november 1943 invaderades Tarawa i samband med den amerikanska "Operation Galvanic" för att återta Gilbertöarna. Invasionsflottan på 200 fartyg bestod av 13 slagskepp och 11 hangarfartyg. Noshiro svarade genom att segla från Truk med Suzuya, Kumano, Chōkai, Ōyodo och flera jagare. Gruppen attackerades den 1 januari 1944 av flygplan från hangarfartygen USS Bunker Hill och Monterey. Ett av Noshiros kanontorn blev tillfälligt utslaget av attacken och tio besättningsmän dödades.
Den 19 januari 1944 skickades Noshiro från Truk för att hjälpa hangarfartyget Un'yō efter att det hade torpederats av ubåten USS Haddock genom att bogsera det tillbaka till Saipan. Noshiro fortsatte till Yokosuka för reparationer och ombyggnad den 1 februari 1944. Sex trippelmonterade och åtta enkelmonterade typ 96 25 mm luftvärnskanoner monterades. Det innebar att Noshiro fick totalt 32 stycken 25 mm-kanoner (8x3) (8x1).

### Filippinerna
Upprustningen var klar den 28 mars 1944, vilket gjorde att Noshiro kunde avgå till Davao och Lingga den 5 april 1944 med kryssarna Atago, Takao, Chōkai, Myōkō, Haguro och jagaren Harusame. Kryssargruppen attackerades av ubåten USS Dace, som missade med alla sex torpeder, och siktades även av ubåten USS Darter, som dock inte lyckades attackera formationen. På samma sätt siktades kryssargruppen när den kom ut ur Davao Bay den 7 april 1944 av ubåten USS Scamp, som inte heller lyckades attackera, och av ubåten USS Gurnard den 18 maj 1944 som avfyrade en hel salva med sex torpeder, som alla missade.
Noshiro deltog i slaget om Filippinska sjön den 19 juni 1944, där det var konteramiral Mikio Hayakawas flaggskepp som en del av viceamiral Kuritas förtrupp. Noshiro klarade sig oskadd från slaget.
Från slutet av juni till början av juli 1944 byggdes Noshiro återigen om i Kure. Ytterligare två trippelmonterade 25 mm luftvärnskanoner installerades mittskepps och det totala antalet 25 mm-kanoner uppgick därmed till 48 eldrör (10x3, 18x1). Den 8 juli 1944 lämnade Noshiro Kure med de jagare som förde arméns trupper och materiel till Singapore och stannade i närheten under de följande tre månaderna för att genomföra utbildning.
Den 18 oktober 1944 beordrades Noshiro till Brunei som förberedelse för slaget vid Leytebukten, som inleddes den 22 oktober 1944. Noshiro, som 2:a jagarskvadronens flaggskepp, deltog i amiral Kuritas första mobila anfallsstyrka, Styrka "A" (Center Styrkan). Vid slaget i Sibuyanhavet den 24 oktober 1944 attackerades Styrka A 11 gånger av över 250 hangarfartygsbaserade flygplan från Task Force 38 bestående av hangarfartygen USS Essex, Lexington, Intrepid, Cabot, Franklin och Enterprise. Även om slagskeppen Yamato, Nagato, Haruna och kryssarna Myōkō och Tone skadades, klarade sig Noshiro oskadd.
Följande dag, i slaget vid Samar, träffade Noshiro eskorthangarfartyget USS White Plains med flera 15,2 cm granater, men träffades i sin tur på styrbordssidan av en 12,7 cm granat från en amerikansk jagare. Hon deltog också i sänkningen av hangarfartyget USS Gambier Bay, vilket var ett av två fall där ett hangarfartyg sänktes enbart genom beskjutning.
Den 26 oktober 1944, väster om Panay, attackerades Kuritas styrka av 80 Grumman TBM-1C Avenger torpedflygplan från hangarfartygen USS Wasp och Cowpens. En bomb exploderade i ett av Noshiros magasin och startade en brand som snabbt släcktes. I den andra attacken attackerade ytterligare sex Avengers Noshiro, som undvek deras torpeder, men i den tredje vågen avfyrade en Avenger en Mark 13 lufttorped som träffade i pannrummet nr 3. Det översvämmades omedelbart, och pannrummet nr 1 översvämmades kort därefter. Vattenflödet förstörde alla pannor och Noshiro stannade med en 16 graders slagsida åt babord.
Medan nödreparationer utfördes och Noshiro låg immobiliserad i vattnet, la sig jagaren Hamanami intill och evakuerade konteramiral Hayakawa, som senare flyttade över till Yamato. Klockan 1014 slog en fjärde attack av 28 TBM:er och Curtiss SB2C-3 Helldiver störtbombplan från USS Hornet till med ytterligare en torped till styrbord under Noshiros torn nr 2. Noshiros skyttar hävdade senare att de hade skjutit ner sex av de attackerande planen. Kapten Kajiwara beordrade att de främre magasinen skulle översvämmas i ett försök att räta upp fartyget. Fem minuter senare, när det främre däcket var översvämmat och slagsidan stadigt ökade, gav Kajiwara order om att överge fartyget. Klockan 1113 sjönk Noshiro vid 11°42′N 121°41′EKoordinater: 11°42′N 121°41′E söder om Mindoro. Jagarna Akishimo och Hamanami räddade kapten Sueyoshi Kajiwara och 328 överlevande.